# Тековська обсерваторія в Левицях
Тековська обсерваторія в Левицях (словац. Tekovská hvezdáreň v Leviciach) — астрономічна обсерваторія в місті Левиці в Словаччині. Працює з 1956 року, проводить наукові дослідження та популяризаційну діяльність.

## Інструменти
Обсерваторія має рефлекторний телескоп системи Кассегрена діаметром 40 см і рефрактор діаметром 15 см. Також вона володіє мобільним надувним планетарієм.

## Історія
Обсерваторія була заснована 1 січня 1956 року під керівництвом професора Йозефа Новотного (1898—1982) і стала третьою обсерваторією у Словаччині. У 1971 році обсерваторія розташувалась в Південному бастіоні Левицької фортеці, який у 1996 році був включений до Тековського культурного центру в Левіце. З 1998 року обсерваторія знаходиться у власному будинку на вулиці Соколовській. У 2000 році було відкрито оновлену будівлю.